# Осада Росаса (1808)
Во время осады Росаса с 7 ноября по 5 декабря 1808 года имперский французский корпус во главе с Лораном де Гувионом Сен-Сиром осадил каталонско-испанский гарнизон под командованием Питера О’Дейли. После осады, продолжавшейся месяц, во время которой были захвачены гавань и сам город Росас, а соседний форт Тринити был окружён более чем 13 тыс. французских и итальянских пехотинцев, артиллерией и кавалерией с тяжёлыми осадными орудиями на холмах, цитадель сдалась наполеоновским войскам. Росас расположен в 43 км к северо-востоку от Жироны, Испания. Сражение произошло во время Пиренейских войн, являющихся частью наполеоновских войн.
Летом и осенью 1808 года Императорский французский корпус под руководством Гийома Филибера Дюэма был блокирован в Барселоне испанской армией в 24 тыс. человек во главе с Хуаном Мигелем де Вивес-и-Фелиу. На помощь Дюэму от французской границы двинулся Гувион Сен-Сир с армией в 23 тыс. человек. Первым препятствием на пути Сен-Сира была гавань Росаса, защищаемая большой цитаделью с морскими подходами. 3,5 тыс. каталонских и испанских защитников Росаса были в основном местными микелетами (ополченцами), усиленными небольшим регулярным отрядом из гарнизона Фиджа де Росас. Хотя им помогал обстрел сил неприятеля несколькими британскими военными кораблями под командованием капитана Роберта Хэллоуэлла, гарнизон не смог помешать продвижению франко-итальянских осадных шеренг, постепенно сужающих кольцо вокруг цитадели. Защитники в конечном итоге капитулировали; солдаты и гражданские лица внутри цитадели были взяты в плен и перемещены в Фигерас, а защитники форта взяты англичанами на борт, чтобы перевезти их к испанским войскам Вивеса в болотах на юге. Прежде чем добраться до Дюэма, Сен-Сиру всё ещё предстояло пройти Жирону. Французский генерал совершил смелый, но рискованный манёвр, в результате которого 16 декабря состоялась битва при Кардедеу.

## Предыстория

### Действия французов
Император Наполеон I решил заменить королевскую семью Королевства Испания своими ставленниками. В соответствии со этим замыслом в феврале 1808 года он приказал захватить несколько ключевых пунктов, включая Барселону. 29 февраля императорские французские войска дивизионного генерала Жозеф Леки проходили через Барселону, якобы чтобы помочь в борьбе с Португалией. Леки устроил военный смотр, но он был лишь прикрытием для получения контроля над цитаделью. Когда солдаты шли мимо главных ворот крепости, они внезапно повернули налево и ворвались внутрь. Не пролив ни капли крови, имперские войска вытеснили из укреплений испанский гарнизон и заняли их место. Среди других ключевых пунктов французы также захватили Сан-Себастьян, Памплону и Фигерас. 2 мая 1808 года разгневанный испанский народ поднял восстание против французских оккупантов.
В июне 1808 года Барселону охранял франко-итальянский корпус в 12 710 человек под командованием дивизионного генерала Гийома Филибера Дюэма. 1-й дивизия генерала Жозефа Шабрана состояла из 6050 солдат в восьми батальонах, 2-я дивизия Леки из 4600 человек в шести батальонах. Бригадные генералы Бертран Бессьер и Франсуа Ксавье де Шварц возглавляли 1700 кавалеристов в девяти эскадронах; кроме того, у Дюэма было 360 артиллеристов. Французские власти в Мадриде ожидали, что корпус Дюэма быстро подавит восстание в Каталонии, но они серьёзно недооценили положение. Микелеты, каталонское ополчение, оказались намного более многочисленными, и всерьёз боролись со своим врагом. В июне Шварц и Шабран были разбиты в двух битвах при Бруке, а Дюэм получил отпор в битве при Жироне.
Осознав, наконец, реальное положение дел, Наполеон отрядил в помощь Дюэму дивизию генерала Оноре Шарлю Рею. Войска были низкого качества и разбросаны по всей южной Франции, но Рей быстро собрал часть из них и успешно освободил французский гарнизон в Фигерасе. Присоединив к себе остальные части дивизии, он начал наступление на Росас.

### Первая атака на Росас
Под командованием Рея находились 4 тыс. человек и две пушки. В состав этих войск входили два батальона 113-го линейного пехотного полка, 560 из полка Pyrenées Orientales национальной гвардии, две роты 2-го швейцарского пехотного полка, 700 человек из жандармерии и резерва, а также различные маршевые батальоны и новобранцы. В Росасе было около 800 человек из полка Фиджа де Росас, 400 микелетов (каталонских ополченцев), и ещё 5 тыс. микелетов под командованием полковника Хуана Клароса на близлежащих холмах. Британский военный корабль HMS Montagu (74 пушки) под командованием капитана Роберта Отуэя высадил на помощь своих морских пехотинцев. 11 июля 1808 года Рей начал атаку, но его войска были отбиты и потеряли 200 человек. Испанские потери были незначительны.
Получив отпор в Росасе, Рей двинулся в Жирону. Достигнув её, он присоединился к Дюэму для осады. Тем временем в Таррагоне высадилось испанские регулярные войска в 5 тыс. человек с Балеарских островов под командованием маркиза дель Паласио. Назначенный генерал-капитаном Каталонии, 1 августа 1808 года Дель Паласио со своими солдатами, а также с большой массой каталонских нерегулярных войск начал блокаду Барселоны. Город защищал итало-швейцарский гарнизон Леки, состоящий из 3,5 тыс. человек. Оказавшись среди населения большого города, которое угрожало восстанием в любой момент, и вынужденный покинуть свои аванпосты, такие как замок Монгат, Леки начал посылать Дюэму тревожные сообщения.
Несмотря на то, что Дюэм собрал для осады 13 тыс. солдат, она закончилась неудачей, начавшись 24 июля и протянувшись до 16 августа. Когда его осадные линии были атакованы с тыла войсками под командованием графа Калдагеса, Дюэм сдался и приказал отвести войска. Он закопал свои тяжёлые осадные орудия, сжёг припасы и отправился обратно в Барселону, а Рей вернулся в Фигерас. Во время марша вдоль берега войска Дюэма были обстреляны британским фрегатом HMS Iphigenia под командованием Томаса Кокрейна. Столкнувшись с этой угрозой, а также с уничтоженными микелетами дорогами, французы свернули с уязвимой прибрежной дороги. Затопив в море восемь полевых орудий и бросив багажный обоз, солдаты Дюэма перешли через горы и, наконец, достигли Барселоны 20 августа. Один источник описал имперскую колонну к моменту возвращения как «голодную деморализованную толпу». В октябре Наполеон отрядил для освобождения Барселоны дивизионного генерала Лорана де Гувиона Сен-Сира и новый корпус.

### Противоборствующие силы
Вновь сформированный 7-й корпус состоял из шести пехотных дивизий и трёх кавалерийских бригад. 1-я дивизия Шабрана, 2-я дивизия Леки и конные бригады Бессьера и Шварца были объединены в Барселоне с войсками Дюэма. У Гувиона де Сен-Сира были 3-я дивизия Рея из 12 батальонов, 4-я дивизия из 10 батальонов дивизионного генерала Жозефа Суама, 5-я дивизия из 13 батальонов дивизионного генерала Доменико Пино, 6-я дивизии из трех батальонов Луи Франсуа Жана Шабо и кавалерийская бригада бригадного генерала Жака Фонтаны из одного драгунского и одного лёгкого кавалерийского полков. Был также отдельный драгунский полк. С учётом войск Дюэма в 7-м корпусе насчитывалось 42 380 солдат. Для формирования этого войска Наполеону пришлось перебросить войска из Италии в Испанию. 28 октября на границу наконец прибыла осадная артиллерия.
Запертые в Барселоне 10 тыс. солдат Дюэма находились в уязвимом положении, но Дель Паласио не форсировал события. Вместо этого он приказал Калдагесу удерживать фронт в 24 км длиной, имея 2 тыс. солдат регулярных войск и 4-5 тыс. микелетов, оставаясь при этом в Таррагоне, вдали от места действия. Дюэм периодически посылал многочисленные колонны, чтобы собрать в провинции еду и припасы для своих солдат. 12 октября такую колонну весьма сильно потрепали, и подобные вылазки прекратились. Наконец, 28 октября каталонская хунта заменила совершенно инертного Дель Паласио на капитан-генерала Хуана Мигеля де Вивес-и-Фелиу. Новый командир был ветераном войны в Пиренеях, командовал испанским левым флангом в битве при Булу в 1794 году. 6 ноября Вивес атаковал французскую заставу. После этого произошло затишье до 26 ноября, когда наступление Вивеса заставило французов укрыться за стенами Барселоны.
Осенью 1808 года из 20 031 солдат армии Каталонии были сформированы авангард, четыре дивизии и резерв. Бригадир Мариано Альварес де Кастро возглавлял авангард с 5,5 тыс. пехотинцами в 10 батальонах и 100 кавалеристами в одном эскадроне. Марискаль де Кампо Калдагес командовал 1-й дивизией с 4528 пехотинцами в семи батальонах, 400 всадниками в четырёх эскадронах и шестью пушками, обслуживаемыми 70 артиллеристами. Марискаль де Кампо Грегорио Лагуна руководил 2-й дивизией с 2076 солдатами в пяти батальонах, 200 кавалеристами в двух эскадронах и семью артиллерийскими орудиями, обслуживаемыми 84 артиллеристами. Полковник Гаспар Гомес де ла Серна возглавил 3-ю дивизию с 2458 солдатами в пяти батальонах, а полковник Франсиско Миланс дель Бош командовал 4-й дивизией с 3710 солдатами в четырёх батальонах. Был также резерв в 777 пехотинцев, 80 кавалеристов и 48 артиллеристов, обслуживающих четыре орудия.

## Осада
Полевые силы Сен-Сира насчитывали 23 тыс. человек. Он поручил Рею управлять осадой, пока он с остальной частью корпуса стоял поблизости для отражения любых попыток помочь осаждённым. У Рея было 12 тыс. солдат имперских войск в 24 батальонах при поддержке четырёх пеших артиллерийских батарей. Для осады французский генерал использовал свою дивизию и дивизию Пино. 3-я дивизия Рея включала в себя по одному батальону из 16-го линейного, 32-го лёгкого, 56-го и 113-го пехотных полков, четыре батальона перпиньянского полка, одни батальон из Вале, один батальон Chasseurs des Montagnes и 5-й батальон резервного легиона. 5-я дивизия Пино содержала по три батальона из итальянских 1-го, 2-го и 6-го линейных пехотных полков, два батальона итальянского 4-го пехотного полка и по одному батальону из итальянских 5-го и 7-го пехотных полков.
Гарнизон Росаса состоял из 3,5 тыс. солдат при 58 орудиях под командованием полковника Питера О’Дейли. Небольшое ядро регулярной пехоты представляли 150 человек пехотного полка Ultonia, одна рота швейцарского полка Wimpffen, половина батальона 2-го лёгкого пехотного полка Барселоны и 120 артиллеристов. Позже во время осады к ним был десантирован один слабый пехотный батальон полка Borbon. Остальная часть гарнизона состояла из микелетов. Военно-морскую поддержку осуществлял британский корабль 3-го ранга HMS Excellent (74), капитан Джон Уэст. Со временем Excellent был заменен на HMS Fame (74), капитан Ричард Беннетт. Также присутствовали два бомбардирcких корабля, HMS Meteor и HMS Lucifer. HMS Imperieuse Кокрейна прибыл позже.
Порт Росас был снабжен цитаделью конструкции Вобана и фортом-спутником Кастильо-де-ла-Тринитат. Эти укрепления были построены по приказу императора Священной Римской империи Карла V, изданному в 1543 году. Работы были завершены к 1570 году, и цитадель осаждалась в 1645, 1693 и 1794-1795 годах. Цитадель представляла собой неправильный пятиугольник с пятью бастионами. Четыре равелина прикрывали все стороны, кроме обращённой к морю. Кастильо-де-ла-Тринидад был четырёхконечным звездообразным фортом на холме высотой 60 метров. Цитадель была расположена к западу от Росаса, в то время как форт увенчивает мыс примерно в двух километрах к юго-востоку от цитадели вдоль сильно изогнутого берега. На северо-востоке над фортом возвышается 300-метровая гора.
8 ноября сушу окутал густой туман, и силы микелетов воспользовались этой возможностью, чтобы напасть на корпус Сен-Сира, пока гарнизон О’Дейли сделал вылазку против лагеря Рея. Ни то, ни другое не остановило осаду. В тот день все гражданские лица были эвакуированы из города морем. После недели проливного дождя Рей напал на Кастильо-де-ла-Тринидад, но атака была отбита. 16 ноября к Росасу подошли тяжёлые осадные орудия, и солдаты Рея вскоре подготовили для них огневые точки; дождь прекратился. Хотя у него было сильное войско, Вивес отказался организовать экспедицию по оказанию помощи. Альварес попытался пройти на помощь Росасу из Жироны, но был остановлен у реки Флувия.
26 ноября итальянцы штурмом овладели городом. Это позволило Рею построить батарею на берегу, которая угрожала британским военным кораблям. Примерно в это же время О’Дейли получил в помощь один батальон регулярных войск. 28-го Рей призвал гарнизон сдаться, но О’Дейли отказался. Прибыл Кокрейн и взял на себя командование фортом, который удерживали испанцы и моряки из британской эскадры. 30 ноября солдаты Пино безуспешно пытались штурмовать форт. После этого Рей сосредоточился на обстреле цитадели.
Французский обстрел вскоре пробил брешь в крепостных стенах. 3 декабря испанский командующий направил 500 человек, чтобы захватить самые опасные батареи. Это нападение было отбито с большими потерями для испанцев, и они в полном беспорядке вернулись на свои позиции. 4-го траншеи Рея были в 180 метрах от стен, и его войска начали готовиться к штурму. После этого О’Дейли безоговорочно капитулировал, и 5 декабря 2366 испанских солдат сложили оружие. В полдень, когда каталонский и испанский флаги были спущены, Кокрейн покинул форт, разрушив его наземный бастион и башню при помощи пороха с Imperieus, и взял на борт 180 защитников форта. Сильный артиллерийский огонь не позволил британской эскадре спасти остальную часть гарнизона. Во время осады испанцы потеряли около 700 человек, а франко-итальянские силы около 1 тыс. человек.

## Итог
Потеряв целый месяц на осаду Росаса, имперским силам нужно было как можно скорее добираться до Дюэма, у которого ситуация с припасами становилась критической. Гувион Сен-Сир мог идти в Барселону по одной из двух дорог. Дорога вдоль побережья была заблокирована и находилась в пределах досягаемости эскадрильи Кокрейна. На внутренней дороге стояли непокорённые защитники Жироны. В надежде убедить Вивеса, что он хочет осадить Жирону, французский генерал подошёл к этому городу с 15 тыс. пехотинцев и 1,5 тыс. кавалеристов. Отослав обратно свой артиллерийский и багажный обозы, Сен-Сир на следующий день повёл свои войска в горы. Пройдя 12-го через войска микелетов, его колонна обошла Жирону и 15-го достигла внутренней дороги в Сан-Селони. Это подготовило почву для битвы при Кардедеу, которая произошла 16 декабря 1808 года.